# Anastasia Oberstolz-Antonova
Anastasia Oberstolz-Antonova, née le 12 octobre 1981 à Kemerovo, est une lugeuse italo-russe.

## Carrière
Anastasia Antonova participe aux Jeux olympiques d'hiver de 2002 sous les couleurs de la Russie, terminant à la 15e place. Elle participe aussi sous les couleurs italiennes aux Jeux olympiques d'hiver de 2006, mais ne finit pas sa course.
Aux Championnats du monde de luge, elle est médaillée de bronze en équipe mixte en 2004 et en 2005 sous les couleurs italiennes.
Aux Championnats d'Europe de luge, elle est médaillée d'argent en équipe mixte en 2005 et en 2006 sous les couleurs italiennes.

## Vie privée
Anastasia Antonova est l'épouse du lugeur italien Christian Oberstolz.